# Vreme čuda
Vreme čuda é um filme de drama iugoslavo de 1989 dirigido e escrito por Goran Paskaljević. Foi selecionado como representante da Iugoslávia à edição do Oscar 1990, organizada pela Academia de Artes e Ciências Cinematográficas.

## Elenco
- Miki Manojlović - Nikodim
- Dragan Maksimović - Lazar
- Mirjana Karanović - Marta
- Danilo Stojković - Jovan
- Svetozar Cvetković
- Mirjana Joković - Marija
- Ljuba Tadić - Priest Luka
- Slobodan Ninković - Ozren